# Walter Plaikner
Walter Plaikner (* 24. Oktober 1951 in Kiens, Südtirol) ist ein ehemaliger italienischer Rennrodler.
Er gewann bei den Olympischen Spielen 1972 in Sapporo zusammen mit Paul Hildgartner die Goldmedaille für Italien im Doppelsitzer. Schon im Vorjahr waren sie Weltmeister in Olang und Europameister in Imst geworden; 1974 in Imst wurden sie erneut Europameister.
Heute ist Walter Plaikner Rennrodeltrainer. In seiner langen Laufbahn betreute er verschiedene Mannschaften; u. a. auch die italienische mit den Doppelsitzer-Weltmeistern Gerhard Plankensteiner und Oswald Haselrieder. Zur Saison 2013/2014 wechselte er zum russischen Rodelverband und betreute die Heimmannschaft bei den Olympischen Spielen in Sotschi.